# Талергоф (концентрационный лагерь)

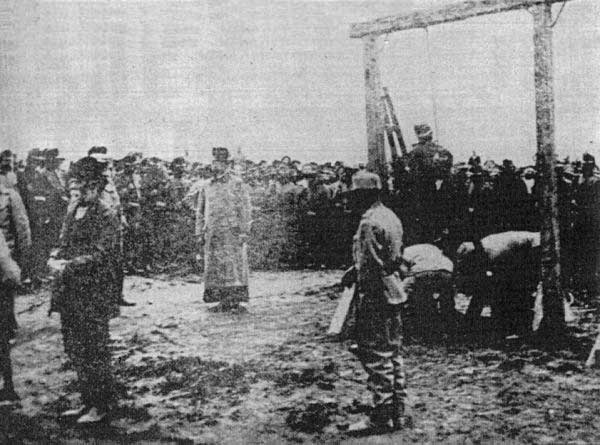
Место, где проводились казни и экзекуции. 1917.

Та́лергоф (нем. Interniertenlager Thalerhof, 4 сентября 1914 — 10 мая 1917) — концентрационный лагерь, созданный властями Австро-Венгерской империи в первые дни Первой мировой войны. Располагался в песчаной долине у подножия Альп, возле Граца, главного города провинции Штирия. Один из первых концентрационных лагерей в мировой истории XX века, первый в Европе.
Сюда были депортированы жители Галиции и Буковины — русины и симпатизирующие или заподозренные в симпатии к Российской империи, а также высланные из своих областей по заявлениям поляков и украинофилов. Другим крупным концлагерем для русофилов был Терезин. Также сюда попадали в меньшей степени «украинофилы» и греко-католические священники.

## История концлагеря
Первую партию галичан и буковинцев-русофилов пригнали в Талергоф солдаты грацского полка 4 сентября 1914 года.
До зимы 1915 года в Талергофе не было бараков. Люди лежали на земле под открытым небом в дождь и мороз.
По свидетельству конгрессмена США Д. М. Маккормика (англ. Joseph McCormick), заключённых подвергали избиениям и пыткам.
В официальном рапорте Шлеера от 9 ноября 1914 года сообщалось, что в Талергофе в то время находилось 5700 русофилов. В это число входило около 1915 (по другим данным до 5 тысяч) русинов из 151 деревни на Лемковщине, около 200-250 студентов, помещённых в лагерь по обвинению в симпатиях к Российской империи, причём доказательством этому служили найденные у них русскоязычные книги, такие как «басни харьковские» Григория Саввича Сковороды, «Наймичка», «Повесть о безродном Петрусе» Тараса Григорьевича Шевченко и т.д.
Всего через Талергоф с 4 сентября 1914 года до 10 мая 1917 года прошло не менее 20 тысяч русофильски настроенных галичан и буковинцев, только в первые полтора года погибло около 3 тысяч заключённых. По данным галицкого общественного деятеля Дмитрия Маркова, 3800 человек были казнены только за первую половину 1915 года. "Депутат австрийского парламента чех Юрий Стршибрны отметил в своей речи 14 июня 1917 г., что имеет сведения от 70 заключенных, что в Талергофе умерли 2 000 человек. Депутат того же парламента поляк Сигизмунд Лясоцкий лично собрал ведомости о Талергофе на месте и в своей речи 12 марта 1918 г. сказал, что в Талергофе до 20 февраля 1915 г. лежали 1 360 тяжело больных, из которых 1 100 умерли в страшных условиях. В то время 464 человека заболели тифом. В течение полутора лет умерло 15% талергофцев, т.е. свыше 3 000 галичан и буковинцев."
Лагерь был закрыт в мае 1917 года по распоряжению последнего императора Австро-Венгрии Карла I. Бараки на месте лагеря простояли до 1936 года, когда их снесли. При этом было эксгумировано 1767 трупов, которые перезахоронили в общей могиле в ближней австрийской деревне Фельдкирхен (англ. Feldkirchen).
В настоящее время бывший Талергоф находится на территории аэропорта Грац-Талергоф.

## Свидетельства очевидцев

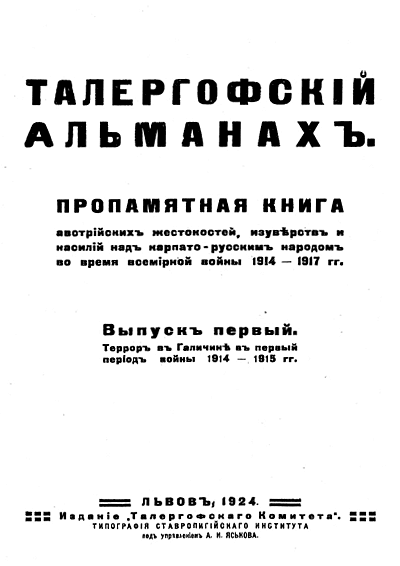
Талергофский Альманах. Выпуск первый.

Из свидетельства Александра Маковского:
За малейшую оплошность кололи на смерть. Ежедневно утром лежало под бараками по несколько окровавленных трупов…
Помню, как однажды заколол солдат одного крестьянина возле котла во время раздачи обеда. Давка была невозможная. Нажимавшие сзади толкнули передних и таким образом человеческая волна заколыхалась. Ближайший из арестованных, стоявший рядом с караулом, нехотя толкнул солдата, за что пришлось ему заплатить жизнью…

Иной раз был я свидетелем подобного случая, разыгравшегося под бараком. Солдат нанёс закованному в цепи политическому 13 колотых ран, и тут же бросил его на солому, на произвол судьбы.

Вот что писал бывший узник концлагеря Василий Ваврик
Это был лютейший застенок изо всех австрийских тюрем в Габсбургской империи.<…>
Смерть в Талергофе редко бывала естественной: там её прививали ядом заразных болезней. По Талергофу триумфально прогуливалась насильственная смерть. О каком-нибудь лечении погибавших речи не было. Враждебным отношением к интернированным отличались даже врачи.
О здоровой пище и думать не приходилось: терпкий хлеб, часто сырой и липкий, изготовленный из смеси самой подлой муки, конских каштанов и тёртой соломы, красное, твёрдое, несвежее конское мясо дважды в неделю по маленькому кусочку, покрашенная начерно вода, самые подлые помои гнилой картошки и свёклы, грязь, гнезда насекомых были причиной неугасаемой заразы, жертвами которой падали тысячи молодых, ещё вполне здоровых людей из среды крестьянства и интеллигенции.

Для запугивания людей, в доказательство своей силы тюремные власти тут и там по всей талергофской площади повбивали столбы, на которых довольно часто висели в невысказанных мучениях и без того люто потрепанные мученики.

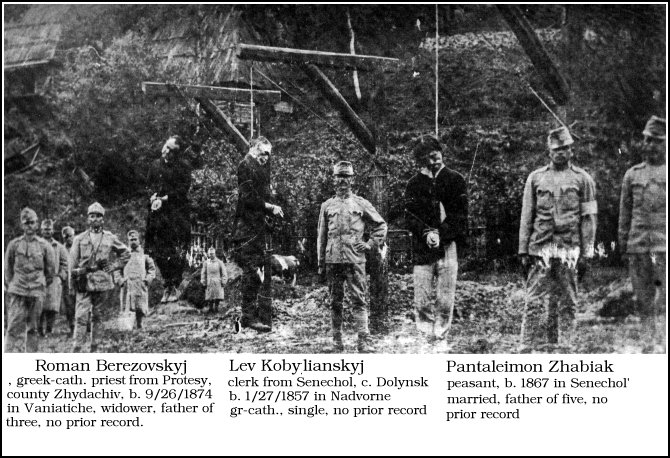
Данный снимок, на котором австро-венгерские военнослужащие позируют на фоне трёх повешенных, часто изображают как жертв Талергофа. В действительности, эти трое были казнены 30 августа 1914 года в Мукачеве, став жертвами военного произвола.

## Известные узники
- Качмарчик, Ярослав Феофилович (1885−1944) — президент Русской народной республики лемков[13] (по другим сведениям содержался в тюрьме в Новом Санче[14])
- Антоневич, Николай Иванович
- Ваврик, Василий Романович
- Глебовицкий, Николай Павлович
- Демьянчик, Юрий Иванович
- Трохановский, Мефодий Андреевич
- Ефион Венгринович (1861−1919) был в заключении в 1914−1917 годах[8]

## Память

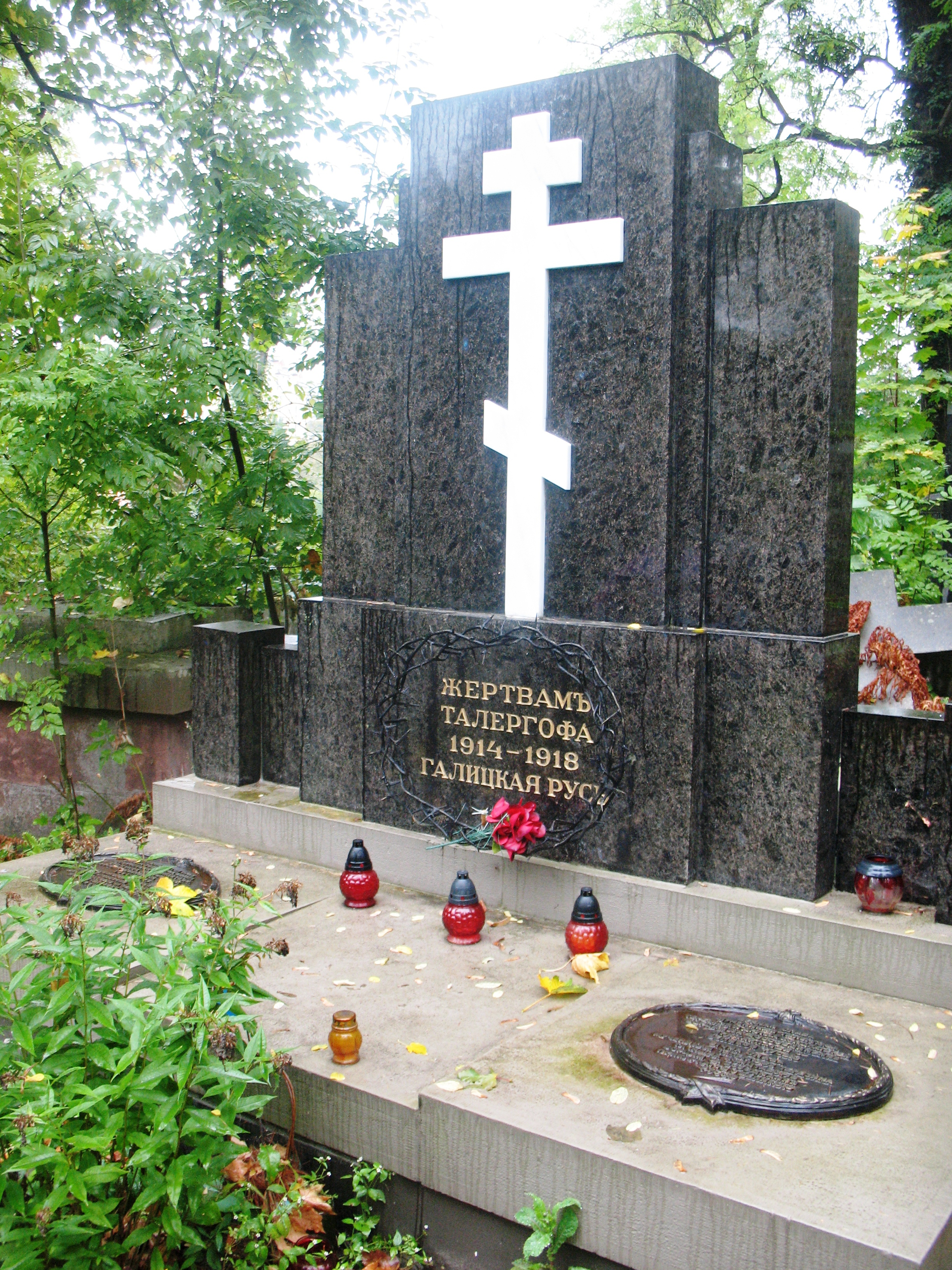
Памятник жертвам Талергофа во Львове

В 1934 году во Львове на Лычаковском кладбище при участии Талергофского комитета был установлен памятник жертвам Талергофа.